# Ante Marković
Ante Marković (Konjic, 25 november 1924 – Zagreb, 28 november 2011) was een Kroatisch politicus.
Hoewel geboren in Bosnië en Herzegovina, speelde hij een belangrijke rol binnen de Socialistische Republiek Kroatië, een deel van het voormalige Joegoslavië. Zo was hij 5 jaar minister-president van deze republiek en 2 jaar president. 
In 1989 werd hij naar voren geschoven als voorzitter van de Federale Uitvoerende Raad, de ministerraad, van Joegoslavië, op een moment dat het land al kampte met ernstige economische problemen en de politieke geschillen tussen zes deelrepublieken van het land, de politieke besluitvorming ernstig bemoeilijkten. Niettemin slaagde Marković erin, de inflatie een halt toe te roepen. Daardoor steeg zijn populariteit onder de Joegoslavische bevolking snel, zozeer zelfs dat hij ook onder de Serven populairder was dan Slobodan Milošević. 
In 1990 deed hij het voorstel om vrije verkiezingen te houden voor het federale parlement, zodat de federale regering een democratisch mandaat zou krijgen. Servië, Kroatië en Slovenië wezen dat voorstel, precies om die reden, van de hand. Federale verkiezingen kwamen er dus niet, maar in de afzonderlijke republieken werden wel verkiezingen gehouden, die over het algemeen resulteerden in zeges voor nationalistische politici. Marković deed in twee republieken, Macedonië en Bosnië, mee maar hij behaalde er teleurstellende resultaten. Zijn poging het tij te keren, was mislukt. 
Eind 1991, na de onafhankelijkheid van Kroatië, trad Marković af en verdween hij van het politieke toneel. Wel trad hij op als getuige voor het Joegoslavië-tribunaal in de onvoltooide zaak tegen Slobodan Milošević. Aan het begin van de 21e eeuw was Marković economisch adviseur van de Macedonische regering.
Hij overleed op 87-jarige leeftijd na een korte ziekte.
- Bibliothèque nationale de France: cb13164336s (data)
- Gemeinsame Normdatei: 119426226
- International Standard Name Identifier: 0000 0001 1050 0998
- Library of Congress Control Number: n90727370
- Nationale en Universitaire bibliotheek Zagreb: 000590439
- SNAC: w6qv702h
- Système universitaire de documentation: 249787229
- Virtual International Authority File: 30346565
- WorldCat: E39PBJqFRjPw8WCRfrDP8PMtrq